# Bischofssynode der ukrainisch-katholischen Kirche
Die Bischofssynode der ukrainisch-katholischen Kirche (lateinisch Synodus Ecclesiae Ucrainae Catholicae (bycantini)) ist als Bischofskonferenz ein Zusammenschluss der Bischöfe der ukrainisch-katholischen Kirche des byzantinischen Ritus. Es gibt in der römisch-katholischen Kirche in der Ukraine auch die Ukrainische Bischofskonferenz für die Bischöfe der lateinischen Kirche.
Beiden Konferenzen sind für unterschiedliche Kirchen eigenen Rechts der römisch-katholischen Kirche zuständig und sind beide Mitglied im Rat der europäischen Bischofskonferenzen (CCEE).
Präsident ist Swjatoslaw Schewtschuk, Großerzbischof und Metropolit von Kiew und der Ukraine.